# Patinatge de velocitat en pista curta als Jocs Olímpics d'hivern de 1998
Als Jocs Olímpics d'Hivern de 1998 celebrats a la ciutat de Nagano (Japó) es disputaren sis proves de patinatge de velocitat en pista curta, tres en categoria masculina i tres més en categoria femenina.
Les proves es realitzaren entre els dies 17 i 21 de febrer de 1998 a les instal·lacions del White Ring. Hi participaren un total de 94 patinadors, entre ells 49 homes i 45 dones, de 18 comitès nacionals diferents.

## Resum de medalles

### Categoria masculina
| Prova                         | Or                                                                   | Argent                                                                 | Bronze                                                    |
| 500 metres Detalls            | Takafumi Nishitani                                                   | An Yulong                                                              | Hitoshi Uematsu                                           |
| 1.000 metres Detalls          | Kim Dong-Sung                                                        | Li Jiajun                                                              | Éric Bédard                                               |
| 5.0000 metres relleus Detalls | CanadàÉric Bédard · Derrick Campbell · François Drolet · Marc Gagnon | Corea del SudChae Ji-Hoon · Lee Jun-Hwan · Lee Ho-Eung · Kim Dong-Sung | R.P. de la XinaLi Jiajun · Feng Kai · Yuan Ye · An Yulong |

### Categoria femenina
| Prova                         | Or                                                                    | Argent                                                                  | Bronze                                                                       |
| 500 metres Detalls            | Annie Perreault                                                       | Yang Yang (S)                                                           | Chun Lee-Kyung                                                               |
| 1.000 metres Detalls          | Chun Lee-Kyung                                                        | Yang Yang (S)                                                           | Won Hye-Kyung                                                                |
| 3.0000 metres relleus Detalls | Corea del SudChun Lee-Kyung · Won Hye-Kyung · An Sang-Mi · Kim Yun-Mi | R.P. de la XinaYang Yang (A) · Yang Yang (S) · Wang Chunlu · Sun Dandan | CanadàChristine Boudrias · Isabelle Charest · Annie Perreault · Tania Vicent |

## Medaller
| Posició | País            | Or | Argent | Bronze | Total |
| 1       | Corea del Sud   | 3  | 1      | 2      | 6     |
| 2       | Canadà          | 2  | 0      | 2      | 4     |
| 3       | Japó            | 1  | 0      | 1      | 2     |
| 4       | R.P. de la Xina | 0  | 5      | 1      | 6     |
|         |                 |    |        |        |       |
| Total   | Total           | 6  | 6      | 6      | 18    |